# Strasznyj (1903)
Strasznyj (ros. Страшный) – rosyjski niszczyciel z początku XX wieku i wojny rosyjsko-japońskiej, jedna z 27 jednostek typu Sokoł. Wyporność okrętu wynosiła około 250 ton, a jego główne uzbrojenie stanowiło pojedyncze działo kalibru 75 mm wsparte lżejszą artylerią oraz bronią torpedową. Napędzana maszynami parowymi jednostka rozwijała prędkość niespełna 27 węzłów, osiągając zasięg 450–660 Mm przy prędkości 13 węzłów.
Okręt należał do niszczycieli zbudowanych w Port Artur z części dostarczonych z Rosji. Budowę rozpoczęto pod nazwą „Skworiec” (Скворец), zmienioną w 1902 roku na „Strasznyj”. Okręt został zwodowany w 1903 roku, a do służby w Marynarce Wojennej Imperium Rosyjskiego został wcielony w marcu 1904 roku, w składzie Eskadry Oceanu Spokojnego. Brał udział w walkach pod Port Artur podczas wojny rosyjsko-japońskiej, w toku których został zatopiony 31 marca?/13 kwietnia 1904 roku nieopodal Port Artur przez japońskie niszczyciele.

## Projekt i budowa
„Strasznyj” był jednym z 27 niszczycieli typu Sokoł, spośród których 26 wykonanych zostało przez rosyjski przemysł okrętowy na wzór zbudowanego w Wielkiej Brytanii w 1895 roku „Sokoła”. Prototypowy „Sokoł” był jednym z pierwszych i najnowocześniejszych niszczycieli na świecie, lecz na skutek szybkiego rozwoju tej klasy okrętów na przełomie wieków oraz opóźnienia z budową serii, okręty seryjne w chwili wejścia do służby były już przestarzałe, mniejsze i słabiej uzbrojone od nowych niszczycieli. Formalnie początkowo klasyfikowane były w Rosji jako torpedowce, przed wyodrębnieniem w 1907 roku klasy niszczycieli (dosłownie: torpedowców eskadrowych, ros. eskadriennyj minonosiec), aczkolwiek faktycznie od początku nazywane były niszczycielami.
Budowę niszczyciela zamówiono 8?/20 października 1898 roku w Zakładach Newskich w Petersburgu jako jednego z siedmiu, a ostatecznie dziewięciu budowanych tam niszczycieli tego typu przeznaczonych do wysłania w stanie rozmontowanym na Daleki Wschód. Budowę rozpoczęto według niektórych źródeł w 1900 roku. Pod koniec 1900 roku skompletowany okręt w częściach przewieziono wraz z innymi statkiem do Port Artur. Pierwotnie nosił nazwę „Skworiec” (Скворец, pol. skowronek), lecz po zmianie nazewnictwa rosyjskich niszczycieli 9?/22 marca 1902 roku przemianowano go na „Strasznyj” (Страшный, pol. straszny). Stępkę pod jego budowę na miejscu położono 10?/23 marca 1902 roku. Okręt został zwodowany w Port Artur 6?/19 marca 1903 roku. 20 lutego?/4 marca 1904 roku niszczyciel rozpoczął próby morskie. Okręt został odebrany przez skarb cesarski 1?/14 marca 1904 roku.

## Dane taktyczno-techniczne
Okręt był czterokominowym niszczycielem z taranowym dziobem. Długość całkowita wykonanego ze stali niklowej kadłuba wynosiła 57,91 metra, szerokość 5,64 metra i zanurzenie 2,29 metra. Wyporność normalna wynosiła 240 ton, a pełna 258 ton. Okręt napędzany był przez dwie maszyny parowe potrójnego rozprężania o mocy 3800 KM, poruszające dwie śruby . Parę dostarczało osiem kotłów wodnorurkowych typu Yarrow. Prędkość projektowa wynosiła 26,5 węzła, natomiast okręt rozwinął podczas prób prędkość średnią 26,67 węzła. Pełny zapas węgla wynosił 60 ton. Zapewniał on zasięg wynoszący od 450 do 660 Mm przy prędkości 13 węzłów .
Główne uzbrojenie artyleryjskie stanowiło pojedyncze działo kalibru 75 mm Canet o długości 50 kalibrów (L/50), umieszczone na platformie nad sterówką, strzelające pociskami o masie 4,9 kg, z zapasem 160 pocisków przeciwpancernych. Uzbrojenie uzupełniały trzy pojedyncze działa kalibru 47 mm Hotchkiss M1885 L/40 (dwa umieszczone na burtach za pomostem bojowym i jedno na samej rufie). Strzelały pociskami o masie 1,5 kg, a zapas amunicji wynosił 800 sztuk. Okręt wyposażony był w dwie pojedyncze obrotowe wyrzutnie torped kalibru 381 mm, umieszczone w osi podłużnej na pokładzie na rufie, z zapasem sześciu torped. Torpeda Whiteheada typu L wzór 1898 miała długość 5,18 metra i masę 430 kg (w tym głowica bojowa 64 kg), a jej zasięg wynosił 600 metrów przy prędkości 29–30 węzłów i 900 metrów przy 25 węzłach . Wkrótce po wejściu do służby na okręcie dodatkowo ustawiono kartaczownicę Nordentelta zdjętą z japońskiego brandera zatopionego o wejścia do portu.
Załoga okrętu liczyła początkowo etatowo 52 osoby, w tym czterech oficerów. Później stan wzrastał i w chwili zatopienia na pokładzie były co najmniej 62 osoby.

## Służba
W momencie wybuchu wojny rosyjsko-japońskiej na okręcie trwały prace wyposażeniowe w doku w Port Artur. 24 lutego?/8 marca 1904 roku na będącym w trakcie prób morskich niszczycielu nowy dowódca Eskadry Oceanu Spokojnego, wiceadmirał Stiepan Makarow, dokonał inspekcji znajdujących się w bazie okrętów. „Strasznyj” został przyporządkowany do 2 flotylli niszczycieli Eskadry. Okręt rozpoczął czynną służbę w Marynarce Wojennej Imperium Rosyjskiego przed oficjalnym przejęciem przez skarb cesarski 1?/14 marca 1904 roku, wychodząc bojowo pierwszy raz w morze 24 lutego?/8 marca, po czym 28 lutego?/12 marca i 1?/14 marca.
Ogółem podczas służby okręt 12 razy wychodził bojowo w morze, z tego połowę razy w nocy, oraz dwa razy patrolował nocami w wejściu do bazy. Między innymi, 13 marca?/26 marca „Strasznyj” wraz z 10 innymi niszczycielami ochraniał główne siły I Eskadry (pięć pancerników, cztery krążowniki i dwa krążowniki torpedowe), które wyszły na wody na południe od głównej bazy w celu przeprowadzenia ćwiczeń i kontroli żeglugi.
Wieczorem 30 marca?/12 kwietnia niszczyciele „Strasznyj”, „Biesszumnyj”, „Bojewoj”, „Grozowoj”, „Rastoropnyj”, „Smiełyj”, „Storożewoj” i „Wynosliwyj” wyszły z misją rozpoznawczą w rejon Wysp Elliota. „Strasznyj” (pod dowództwem kmdra por. Jurasowskiego) płynął początkowo razem ze „Smiełym”, jednak we mgle utracił z nim kontakt i zawrócił do bazy. Około godziny 1:30 31 marca?/13 kwietnia na południe od Port Artur okręt napotkał w ciemnościach japońskie niszczyciele z 2 Dywizjonu („Ikazuchi”, „Oboro”, „Inazuma” i „Akebono”), biorąc je za rosyjskie jednostki. Po wschodzie słońca i podniesieniu flag rozpoznawczych przez „Strasznego”, zaskoczone okręty japońskie otworzyły do niego ogień z dystansu 750–1100 metrów. Okręt został trafiony m.in. w wyrzutnię torped, co spowodowało eksplozję torpedy; w rezultacie „Strasznyj” zatonął około godziny 7:00 w odległości 8 Mm na południowy wschód od bazy. Podczas bitwy o godzinie 6:25 „Strasznyj” wystrzelił w kierunku „Ikazuchi” niecelną torpedę i co najmniej raz trafił go pociskiem, w wyniku czego rannych zostało czterech marynarzy. Płynący razem ze „Strasznym” „Smiełyj” nie mógł udzielić pomocy tonącemu okrętowi z powodu silnego ostrzału przeciwnika, udał się więc na redę Port Artur i zameldował o starciu. Na pokładzie „Strasznego” lub w wodzie śmierć poniosło 57 osób, w tym dowódca i wszystkich trzech oficerów. Przybyły wkrótce na pole bitwy krążownik „Bajan” wyłowił z wody pięciu rozbitków z zatopionego okrętu, jednak musiał zawrócić do portu pod ostrzałem nadpływających przeważających liczebnie japońskich krążowników.
Zatopienie „Strasznego” miało dalsze pośrednie konsekwencje, gdyż po otrzymaniu tych informacji wiceadmirał Stiepan Makarow rozkazał wyjść w morze głównymi siłami eskadry w celu próby uratowania dalszych rozbitków, co doprowadziło do wejścia o godzinie 9:39 flagowego pancernika „Pietropawłowsk” na minę na redzie portu i jego zatonięcia oraz śmierci głównodowodzącego eskadrą.
Nazwiskami poległych oficerów: kmdra por. Konstantina Jurasowskiego, kpt. Jermija Malejewa i młodszego inżyniera mechanika Pawła Dmitrijewa zostały następnie nazwane niszczyciele: „Kapitan Jurasowskij”, „Lejtienant Malejew” i „Inżenier-miechanik Dmitrijew”.

### Dowódcy
| Imię i nazwisko                                                                                  | od               | do             | uwagi                         |
| kmdr por. Jewsiej Pogorelski                                                                     | 17 stycznia 1904 | 7 lutego 1904  | p.o. dowódcy                  |
| kpt. mar. Piotr Dreszer                                                                          | 7 lutego 1904    | 14 lutego 1904 | p.o. dowódcy                  |
| kpt. mar./kmdr por. Konstantin Jurasowski                                                        | 14 lutego 1904   | 31 marca 1904† | formalnie od 19 stycznia 1904 |
| Oryginalne nazwy stopni: lejtienant (kapitan marynarki), kapitan 2-go ranga (komandor porucznik) |                  |                |                               |